# Эриксон, Дюк
Дюк Эриксон (англ. Duke Erikson, Дуглас Элвин Эриксон (Douglas Elwin Erikson), род. 15 января 1951 г.) — американский музыкант, композитор и продюсер, гитарист и бас-гитарист американской рок-группы Garbage, которые продали более 17 миллионов альбомов по всему миру. До работы с Garbage Эриксон состоял в нескольких популярнейших западных группах — Spooner и Fire town.

## Ранние годы
Дюк Эриксон родился в Лионе, маленькой сельской общины в штате Небраска. Его первым музыкальным инструментом было фортепиано, позже он научился играть на гитаре. В 16 летнем возрасте он присоединился к своей первой группе, они выступали на небольших вечеринках в школе, где частенько выпивали. В школьные годы он подрабатывал плотником и водителем грузовика.

## Карьера музыканта

### 1974—1985
В 1974 году Эриксон сформировал свою первую рок-группу Spooner с двумя друзьями музыкантами из Мэдисона, штат Висконсин. Эриксон писал стихи, музыку, был вокалистом, гитаристом и клавишником. Когда группа стала известна прессе, их музыку описывали «странно привлекательной». Вскоре к ним присоединился четвёртый участник — Бутч Виг. Группа выпустила два успешных альбома и распалась.
В 1983 году, он помог Вигу и Стиву Маркеру установить Smart Studios в Мэдисоне, где он работал некоторое время с профессиональными музыкантами.

### 1986—1993
В 1986 году он снова сотрудничал с Бутчем Вигом и хотел создать с ним гаражную рок-группу Fire town, в которой он бы был гитаристом и продюсером. Fire town выпустили два альбома — In the Heart of the Heart Country и The Good Life. Rolling Stone оценили дебютный альбом группы как удивительный и продуманный.

### С 1994 по настоящее время
В 1994 году Стив Маркер, Бутч Виг и Дюк Эриксон решили создать новою группу, отличную от других. Они все единогласно решили, что вокалистом должна быть девушка, но никак не могли найти подходящую вокалистку. Однажды, они увидели Ширли Мэнсон в клипе на MTV группы Angelfish, на песню Suffucate me. Они все захотели её в качестве солистки новой группы. Вскоре, Garbage — стали культовой группой 90-х и 2000-х, записав пять студийных альбомов, Garbage достигли мирового успеха и популярности во всем мире, в чём немалую роль сыграл Дюк Эриксон.

## Дискография
Spooner
- Cruel School E.P. (1979)
- Every Corner Dance (1982)
- Wildest Dreams (1985)
- The Fugitive Dance (1990)

Fire Town
- In the Heart of the Heart Country (1987)
- The Good Life (1989)

Garbage
- Garbage (1994)
- Version 2.0 (1998)
- Beautiful Garbage (2001)
- Bleed Like Me (2005)
- Not Your Kind of People (2012)
- Strange Little Birds (2016)